# 大安の事業体系
大安の事業体系（テアンのじぎょうたいけい、대안의 사업체계）は、朝鮮民主主義人民共和国（北朝鮮）で1960～70年代に提唱されていた経済政策。大安システムとも称した。

## 概説
毛沢東の主導する大躍進政策に刺激を受けた金日成が、農業部門の青山里方式に続くものとして、1961年12月に平安南道大安郡の大安（テアン）電機工場の現地指導時に提唱したという政策で、概ね以下の項目から成る。
- 上部が下部を日常的に助け、朝鮮労働党の路線と政策を貫く
- 工場内の党委員会を最高指導機関とする
- 総てに政治活動を先行させ、経済技術活動と密接に結び付ける
- 統一的・総合的な生産指導
- 統一的・中央集中的な資材供給

従来北朝鮮で工場・企業は、単独責任を負う支配人（企業長）以下のテクノクラートによって管理・運営されていたが、これを党支部の直轄とすることで金日成の影響力を浸透させ、権力基盤を強化する目的が主であった。
モデル工場たる大安電機工場の空想的成功譚は、『千里馬運動』、『青山里方式』、『主体農法』と並んで喧伝され、全国に波及した。
しかし間もなく、現実離れしたノルマ・教条主義、専門技術者に対する魔女狩り的な排斥運動などが支配するところとなり、生産力の劣化や労働者の勤労意欲の減退も著しく、国家経済崩壊の一因になった。
2019年4月11日に開催された最高人民会議14期第1回会議で朝鮮民主主義人民共和国社会主義憲法が改正され、大安の事業体系は削除され、代わりに社会主義企業責任管理制が経済管理の方法となった（第33条）。